# Показникові рівняння
Якщо рівняння містить змінні тільки в показниках степенів, його називають показниковим. Наприклад: {\displaystyle 3^{x}=27}; {\displaystyle 2^{x}+4^{x}=16};

## Види показникових рівнянь

### Найпростіше рівняння (bx=a{\displaystyle b^{x}=a})
Рівняння коренів не має, якщо {\displaystyle a\leq 0}; {\displaystyle b>0};
Якщо {\displaystyle b>1}, то функція зростає на ОДЗ
Якщо {\displaystyle 0<b<1}, то функція спадає на ОДЗ

### Зведення до найпростішого винесенням спільного множника за дужки
Можна використати властивості степеня з раціональним показником [Архівовано 21 січня 2022 у Wayback Machine.][[Категорія:Статті, у яких потрібно виправити голі посилання  січня 2022]]

### Введення нової змінної
У такому випадку використовуємо замінну змінної

### Однорідні показникові рівняння
Рівняння виду Aa2f(x) + Baf(x)bf(x)+Cb2f(x) =0; A≠0; C≠0; є однорідним показниковим рівнянням другого степеня.

### Розв'язування рівнянь за допомогою властивостейпоказникової функції
Використовуємо властивості монотонності

## Способи розв'язування показникових рівнянь

### Приведення рівняння до спільної основи, тобто до рівняння
показникова функція монотонна, тому кожне своє значення вона приймає тільки при одному значенні аргументу.

### Винесення спільного множника за дужки
ac+bc=c(a+b);

ac+bc=c(a+b);

### Приведення рівняння доквадратного
Квадратним рівнянням називається рівняння вигляду a x 2 + bx + c = 0 , де коефіцієнти a, b, c — будь-які дійсні числа, причому a ≠ 0.

### Графічний спосіб роз'взування показникових рівнянь
Метод, заснований на використанні графічних ілюстрацій або будь-яких властивостей функцій. В одній системі координат будуємо графіки функцій, записані в лівій і в правій частинах рівняння, потім, знаходимо точку (точки) їх перетину. Абсциса знайденої точки є розв'язком рівняння.